# 65 TCN
Năm 65 TCN là một năm trong lịch Julius. 